# قائمة سفراء اليمن لدى المملكة المتحدة
سفير اليمن لدى المملكة المتحدة (المعروف رسميًا في المملكة المتحدة كسفير لليمن لدى محكمة سانت جيمس) هو الممثل الرسمي للحكومة اليمنية لدى حكومة المملكة المتحدة في لندن.

## قائمة السفراء
| الاعتماد الدبلوماسي | سفير                     | ملاحظات | قائمة رؤساء الحكومات اليمنية | قائمة رؤساء وزراء المملكة المتحدة | نهاية المدة   |
| ------------------- | ------------------------ | --- | ---------------------------- | --------------------------------- | ------------- |
| أكتوبر 24, 1951     | حسن بن علي إبراهيم       | - 1967 خلال فترة المملكة المتوكلية اليمنية في المنفى: لم تعد قائمة الأشخاص مدرجة في القائمة السابقة ولكن يتم استقبالهم من قبل حكومة صاحبة الجلالة بصفتهم يمتلكون امتيازات دبلوماسية بصفة شخصي.                                                                                         | حسن بن يحيى                  | وينستون تشرتشل                    |               |
| يناير 1, 1955       | محمد ابراهيم             | قائم بالأعمال | أحمد بن يحيى                 | أنتوني إيدن                       |               |
| يناير 1, 1967       | احمد محمد الشامي         | [ 2 ] | عبدالله السلال               | هارولد ويلسون                     |               |
| مايو 3, 1973        | محسن احمد العيني         | معالي السفير محسن أحمد العيني يقوم بتنفيذ الأعمال التالية نلت اليوم الموافقة الملكية [في خطابات استدعاء سلفه السيد أحمد وفقًا لأحكام قانون الموافقة الملكية محمد الشامي وخطابات الاعتماد الخاصة به 1967]: سفير فوق العادة ومفوض من قانون جمعية أيرلندا الشمالية لعام 1973 (ج.17). اليمن | القاضي عبد الله الحجري       | إدوارد هيث                        |               |
| يونيو 17, 1974      | محمد عبد الله الإرياني   | | حسن محمد مكي                 | هارولد ويلسون                     | يناير 1, 1977 |
| أكتوبر 16, 1982     | احمد ضيف الله العزيب     | | عبد الكريم الارياني          | مارغريت تاتشر                     | يناير 1, 1987 |
| مايو 22, 1990       |                          | الوحدة اليمنية، اتحاد الجمهورية العربية اليمنية مع اليمن الجنوبي | عبد العزيز عبد الغني         | جون ميجور                         |               |
| يناير 1, 1994       | عبدالله محمد علي المنتصر | القائم بالأعمال | حيدر أبو بكر العطاس          | جون ميجور                         |               |
| فبراير 28, 1995     | حسين عبد الله العمري     | | عبد العزيز عبد الغني         | جون ميجور                         | يناير 1, 2000 |
| أكتوبر 31, 2001     | مطهر عبدالله السعدي      | مطهر عبدالله السعيدي | عبد القادر باجمال            | توني بلير                         | يناير 1, 2003 |
| سبتمبر 30, 2005     | محمد طه مصطفى            | | عبد القادر باجمال            | توني بلير                         |               |
| أكتوبر 13, 2015     | ياسين سعيد نعمان احمد    | | خالد بحاح                    | ديفيد كاميرون                     |               |

## جنوب اليمن
- جنوب اليمن

## قائمة السفراء
| الاعتماد الدبلوماسي | سفير              | ملاحظات           | قائمة رؤساء الحكومات اليمنية | قائمة رؤساء وزراء المملكة المتحدة | نهاية المدة   |
| ------------------- | ----------------- | ----------------- | ---------------------------- | --------------------------------- | ------------- |
| سبتمبر 9, 1983      | صالح عبدالله مثنى | صالح عبدالله مثنى | علي ناصر محمد                | مارغريت تاتشر                     |               |
| فبراير 18, 1987     | احمد عبده راجح    |                   | ياسين سعيد نعمان             | مارغريت تاتشر                     | مايو 22, 1990 |
| مايو 22, 1990       |                   | الوحدة اليمنية    | ياسين سعيد نعمان             | جون ميجور                         |               |